# Ancelin Roseti
Ancelin Roseti (n. 25 mai 1967, Bârlad, România – d. 19 iunie 2022) a fost un poet și publicist român, membru al Uniunii Scriitorilor din România.

## Cărți publicate
- Imperiul mâlului (Editura SCRIPTOR, Galați,1999)
- Împăierea lumii (Editura OPERA MAGNA, Iași, 2004)
- Fericit pe la colțuri (Editura OPERA MAGNA, Iași,2005)
- Vitrina cu jucării triste (Editura JUNIMEA, Iași, 2022)
- Sunt eu, Algathon! (Editura JUNIMEA, Iași, 2023)

## Colaborări
- A publicat poeme, cronici literare și pamflete în "Dacia literară", "Convorbiri literare", "Bucovina literară", "Porto franco", "Opera magna", "Procust", "Baadul literar" - revistă fondată de Cezar Ivănescu, "Feedback", "Acolada", "Agero"- Suttgart, "Apostrof", "Ateneu", "Contrafort", "Noi,NU!", "NordLitera", "Orizont literar", "Ziua", "Familia", "Oglinda literară" etc.
- 2017-2022 a avut rubrică în Adevărul

## Premii
- În anul 2001 îi este premiat volumul Imperiul mâlului, la Festivalul Internațional de Poezie "Ronald Gasparic".
- În iunie 2006, la cea de-a V-a ediție a Premiilor "Eminescu", a fost nominalizat pentru medalia "Teiul de Aur".